# Svartgölen (Svennevads socken, Närke)
Svartgölen är en sjö i Hallsbergs kommun i Närke och ingår i Motala ströms huvudavrinningsområde. Sjöns area är 0,003 kvadratkilometer och den befinner sig 139 meter över havet.